# Grönlandwal
Der Grönlandwal (Balaena mysticetus) ist eine bis 18 Meter lange Art der Glattwale in arktischen Meeren, die über 200 Jahre alt werden kann.

## Verbreitung und Lebensraum

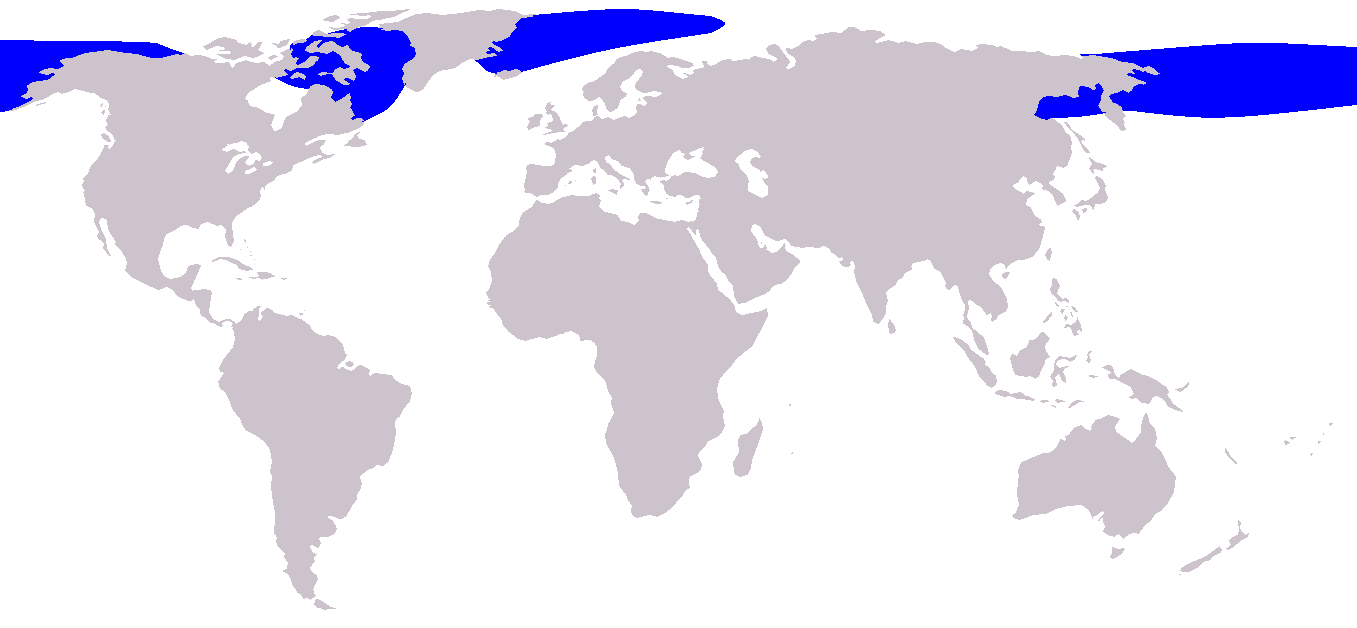
Verbreitungsgebiet

Der Grönlandwal lebt nur in arktischen Gewässern. Verbreitungsgebiete der noch vorhandenen fünf Populationen sind heute die Davis-Straße (Baffin Bay) vor Labrador, die Beringsee westlich von Alaska, die Hudson Bay (Foxe Basin), die Barentssee (bei Spitzbergen) sowie die nordsibirischen Gewässer (Ochotskisches Meer).

## Merkmale

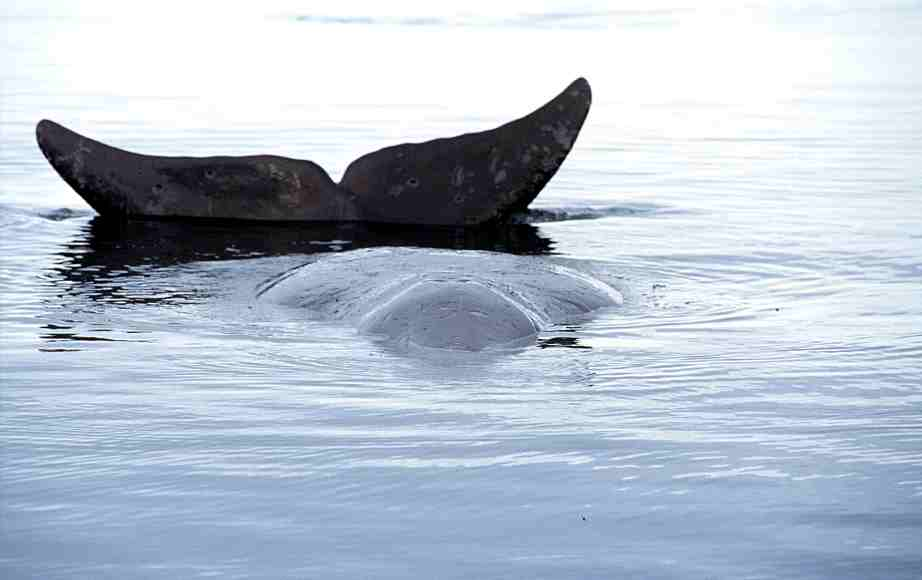
Grönlandwal im Foxe Basin

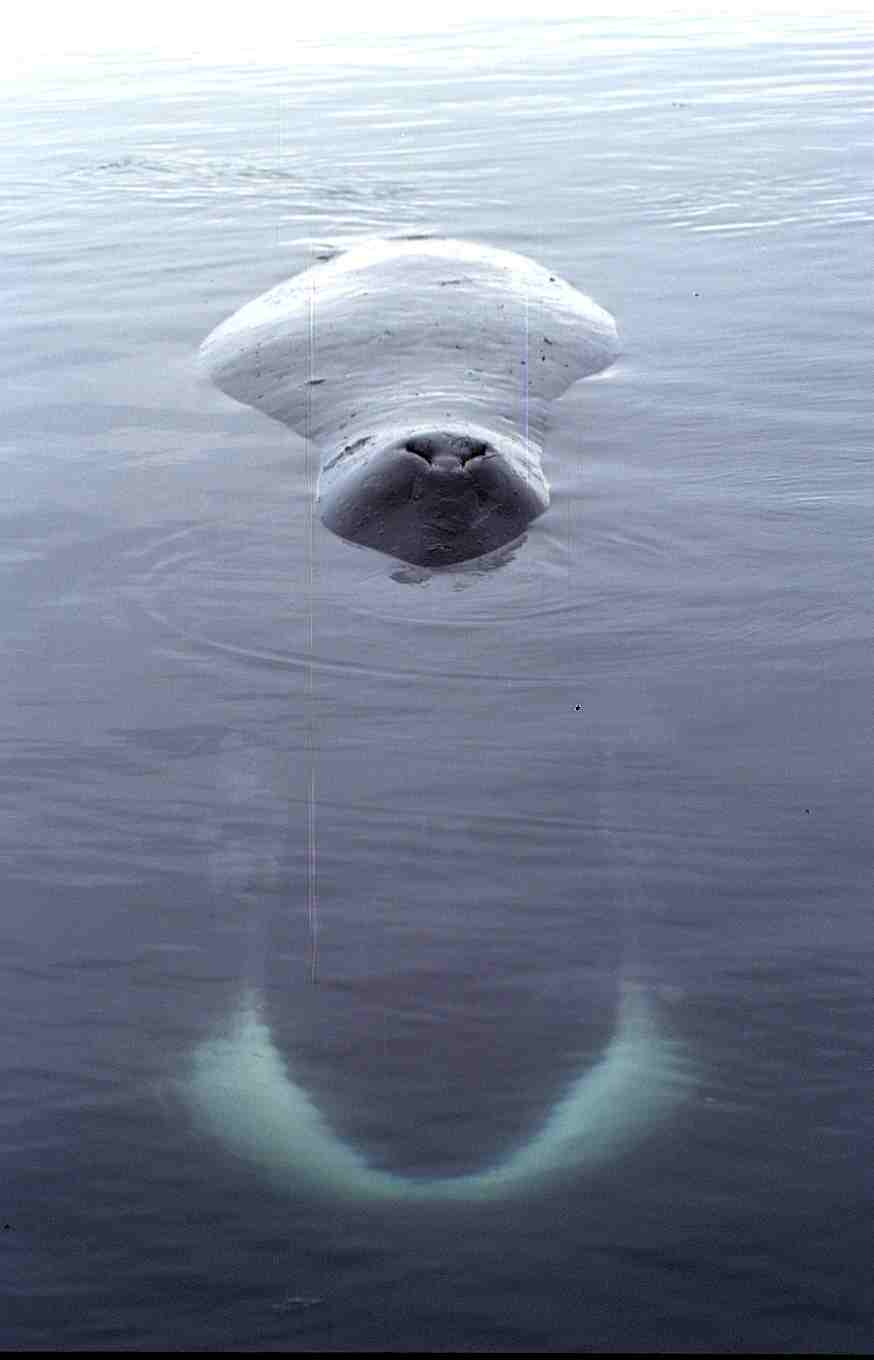
Grönlandwal im Foxe Basin

Der Grönlandwal hat eine bis zu 70 cm dicke Fettschicht, die ihn vor der eisigen Kälte schützt. Der Kopf ist im Verhältnis zum Körper sehr groß, fast ein Drittel der Gesamtlänge wird vom Kopf eingenommen, und ermöglicht ein Durchbrechen von bis zu 30 cm dicken Eisschichten. Das Maul kann bis zu fünf Meter lang, vier Meter hoch und zweieinhalb Meter breit werden. Allein die Zunge kann ein Gewicht von fast 900 kg erreichen. Der Wal besitzt zwei Blaslöcher, aus denen er zwei Fontänen über vier Meter weit in die Luft blasen kann.
Der Körper des Grönlandwals ist von dunkelblauer bis schwarzer Farbe. Nur am Unterkiefer befindet sich ein weißer Fleck mit unregelmäßig angeordneten, schwarzen Punkten. Am Bauch sind öfter weiße oder graue Striche vorhanden. Der Grönlandwal hat keine Finne (Rückenflosse). Die Fluke (Schwanzflosse) kann eine maximale Breite von acht Metern erreichen. Die Brustflossen sind im Verhältnis zur Körpergröße klein und paddelförmig. Ausgewachsene Bullen können bis zu 16 Meter lang werden und erreichen ein Gewicht von 50 bis 70 Tonnen. Kühe erreichen eine Länge von bis zu 18 Metern und ein Gewicht von bis zu 100 Tonnen.
Die durchschnittliche Lebenserwartung beträgt vierzig Jahre. Anhand alter Harpunenspitzen im Körper erlegter Wale konnte man feststellen, dass Grönlandwale weit älter als 100 Jahre werden können. Mittels molekularbiologischer Untersuchungen wurde das Alter eines Individuums auf 211 Jahre bestimmt. Damit sind sie die langlebigsten Säugetiere, die bekannt sind.
Neue Untersuchungen zeigen, dass Grönlandwale über einen besonders langsamen Stoffwechsel verfügen und durch ihre Gene besser gegen Krebs geschützt sind.

## Nahrung
Der Grönlandwal ernährt sich von Plankton, beispielsweise Krill. Er besitzt zwischen 325 und 360 Barten auf jeder Seite. Während der Nahrungsaufnahme schwimmt der Wal mit ständig geöffnetem Maul. Dabei verfangen sich die Kleintiere in den Barten, die mit der Zunge abgestreift und geschluckt werden. Die Barten dieses Wales sind so fein, dass er auch kleine Tiere aus dem Wasser filtern kann, die andere Walarten nicht erreichen können.

## Fortpflanzung
Die Paarung findet im Frühling oder Frühsommer statt. Die Tragzeit beträgt etwa 13 Monate, im April, Mai oder Juni kommt das Junge zur Welt. Neugeborene Kälber sind etwa vier Meter lang. Das Kalb wird ein halbes Jahr lang gesäugt. Der Abstand zwischen zwei Geburten beträgt für gewöhnlich drei Jahre. Die Kälber werden bereits mit einer dicken Speckschicht geboren.

## Verhalten

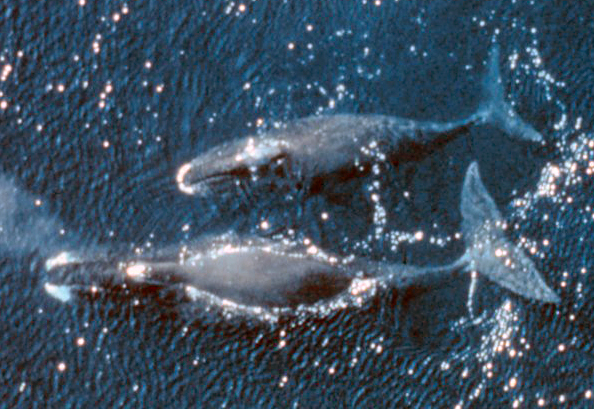
Grönlandwale

Während der Wanderungen im Frühling und Herbst bilden Grönlandwale Gruppen von bis zu 14 Tieren, die in einer v-förmigen Formation schwimmen. Vor der Zeit des exzessiven Walfangs sollen diese Verbände aus bis zu hundert Einzeltieren bestanden haben.
Der Grönlandwal bleibt das gesamte Jahr über in den arktischen Meeren. Im arktischen Winter kann er sich mittels Echoortung im Dunkeln zurechtfinden.
Typische Tauchzeiten betragen bis zu zwölf Minuten, allerdings kann der Grönlandwal auch bis zu einer Stunde lang abtauchen. Nach einem Tauchgang verbringt der Wal ein bis zwei Minuten zum Atmen an der Oberfläche.

## Schutz

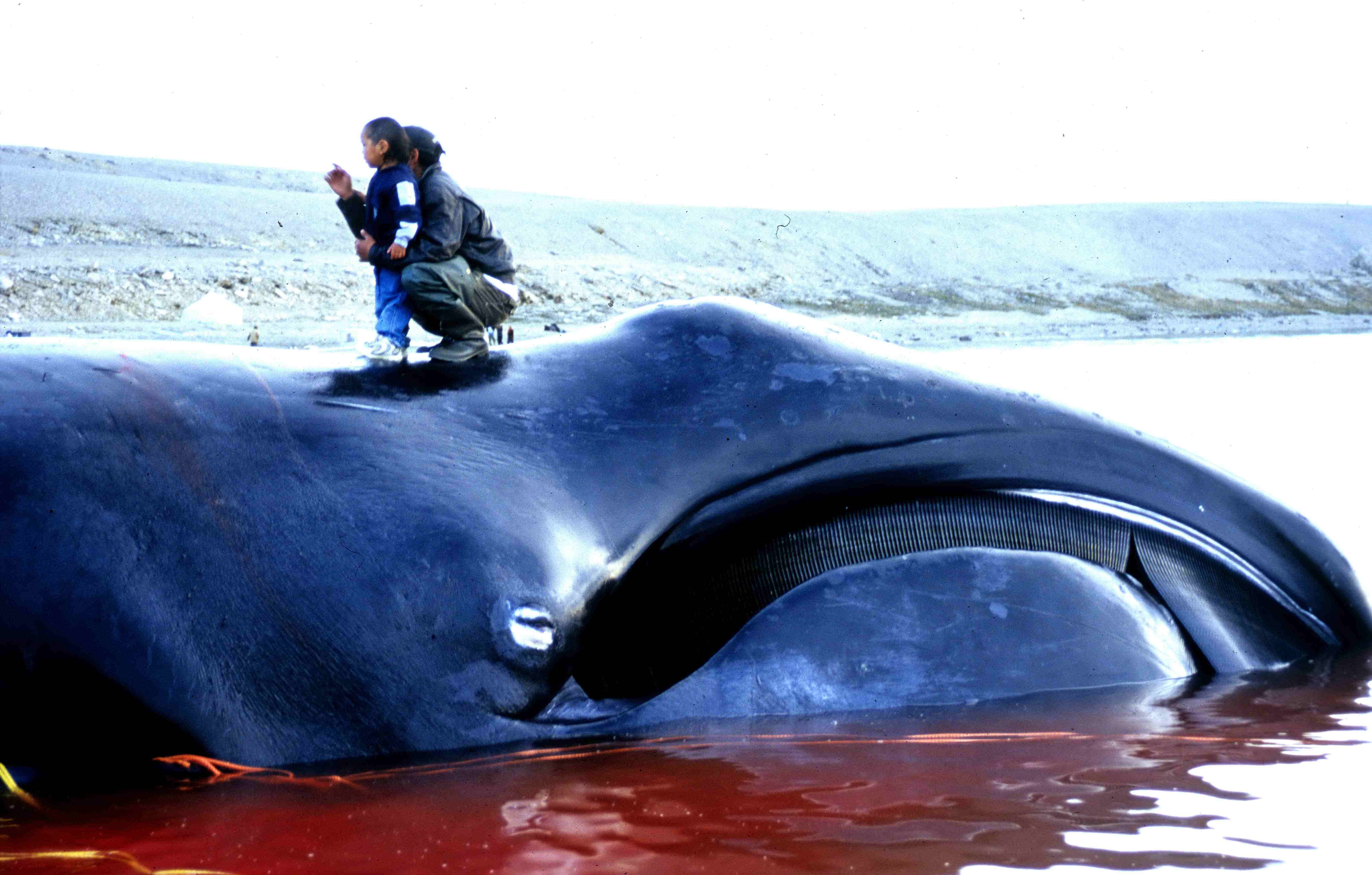
Harpunierter Grönlandwal (Iglulik 2002); das Foto macht das Größenverhältnis von Wal und Mensch deutlich.

Der Grönlandwal war früher so häufig, dass er von den britischen Walfängern als Common Whale („Gewöhnlicher Wal“) bezeichnet wurde. Im Deutschen wurde er seinerzeit häufig als Gemeiner Walfisch beschrieben, wobei dabei keine Unterscheidung zum Nordkaper getroffen wurde. Wegen der dicken Fettschicht und der langen Barten galt er als kommerziell sehr wertvoll. Schon im frühen 18. Jahrhundert war der Grönlandwal in den Gewässern um Spitzbergen beinahe ausgerottet. Der Fang verlagerte sich in die Gewässer zwischen Grönland und Kanada, wo die Bestände während des 18. und 19. Jahrhunderts dezimiert wurden. Ab der Mitte des 19. Jahrhunderts begannen die USA, den Walfang auch im Beringmeer voranzutreiben, womit die Jagd auf die pazifischen Grönlandwale ebenfalls eröffnet war.
Im Jahr 1931 wurde der Grönlandwal als weltweit erste Wildtierart überhaupt vom Völkerbund unter Schutz gestellt.
Durch Schutzmaßnahmen nehmen die noch geringen Bestände wieder zu. Weltweit gibt es schätzungsweise wieder zwischen 5.000 und 8.000 Grönlandwale, die fast alle im Nordpazifik leben. Im Nordatlantik galt die Art am Anfang des 20. Jahrhunderts als völlig ausgestorben, doch auch hier scheint eine kleine Population überlebt zu haben, die sich wieder zu vermehren beginnt. Durch die jetzt häufiger eisfreie Nordwestpassage verstärken einige hundert bis tausend Exemplare die kanadisch-grönländische Population massiv.
Die ursprüngliche Bestandsgröße am Anfang des 17. Jahrhunderts, also noch vor dem systematischen Walfang, lässt sich schwer einschätzen, lag aber wahrscheinlich bei 50.000 Grönlandwalen. Bis zum Anfang des 20. Jahrhunderts wurde der Bestand fast völlig ausgerottet. Seit 1946 sind Grönlandwale streng geschützt und dürfen nicht mehr kommerziell bejagt werden. Dennoch gibt es noch immer Sonderlizenzen, die es einigen Inuit-Stämmen erlauben, eine festgelegte Anzahl an Walen zu jagen, um ihr eigenes Überleben zu sichern. In den Jahren 1990 bis 2006 wurden etwa 50 Tiere jährlich erlegt. Um das Jahr 1900 wurden oft 200 Tiere pro Jahr erlegt. Damals waren die verwertbaren Teile eines solchen Tieres noch sehr wertvoll, doch seit der Erfindung von Ersatzstoffen lohnt sich die Jagd kaum noch.

## Kulturgut Walknochenzäune

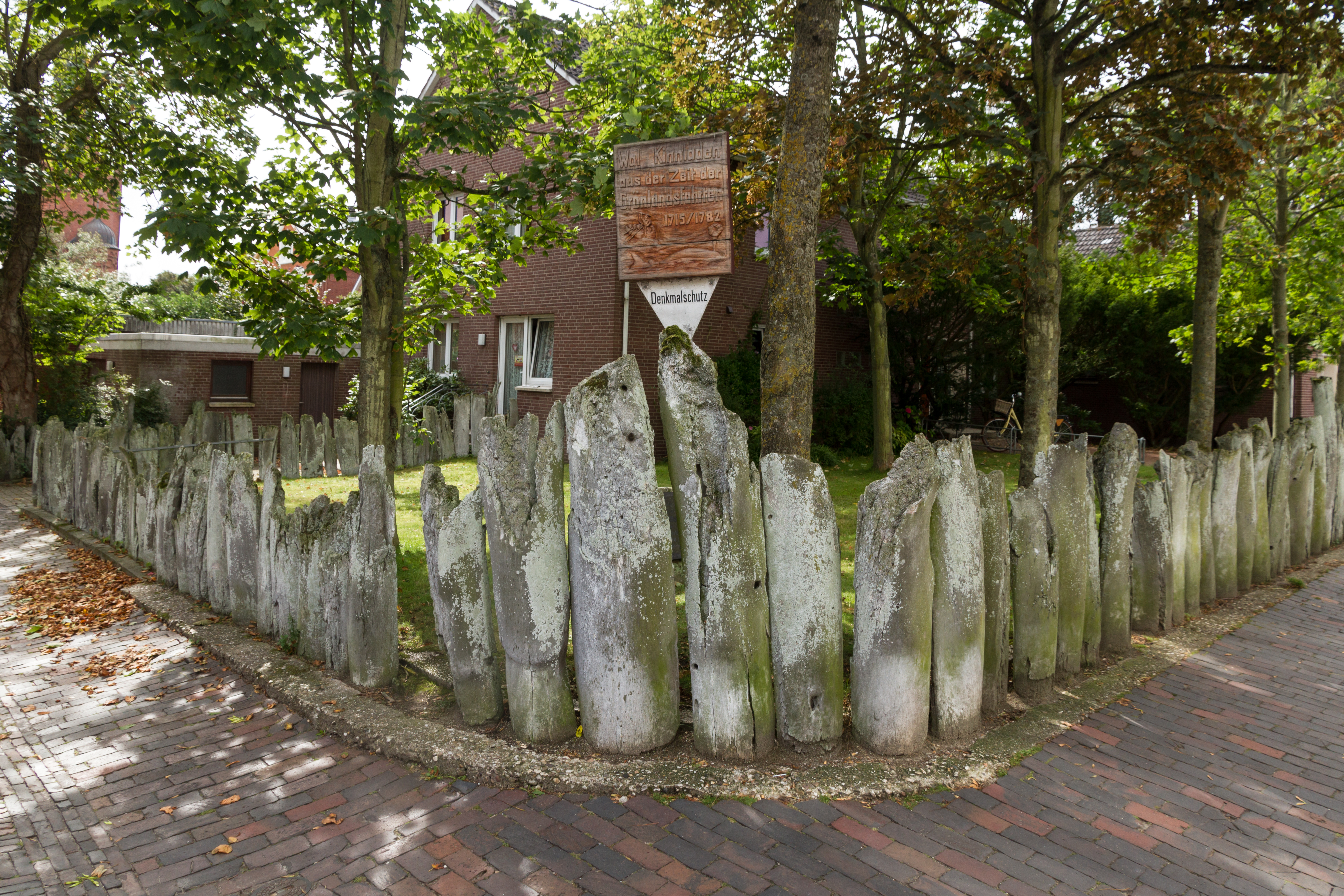
Zaun aus Knochen des Grönlandwales auf Borkum.

Auf den west-, ost- und nordfriesischen Inseln gab es während der Epoche des Walfangs im 18. Jahrhundert die Sitte, als Grundstücksbegrenzung um die Häuser herum Zäune aus Walknochen aufzubauen. Es sollten keineswegs spektakuläre Besonderheiten geschaffen oder gar Trophäenschauen damit betrieben werden, vielmehr war dies auf den einstmals ganz unbewaldeten Inseln schlicht das am besten verfügbare Baumaterial. In der Regel handelte es sich um Knochen aus der Kinnlade des meist bejagten Grönlandwals. Bis heute erhalten sind davon zwei Zäune auf Borkum (beide in der Nähe des Alten Leuchtturms), einer auf Rømø, sowie kleine Reste auf Föhr, Ameland und Schiermonnikoog. Dem Alter entsprechend befinden sie sich in einem verwitterten Zustand.

## Literatur

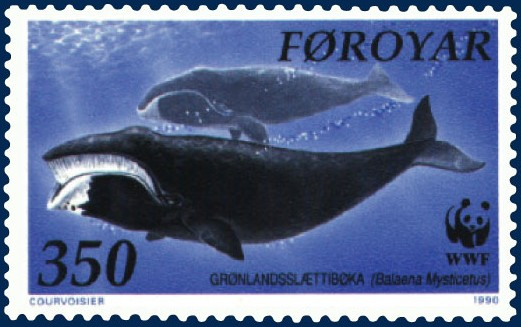
Grönlandwal